# 商亦辰
商亦辰（2000年4月9日—），上海人，中国男子羽毛球运动员。

## 簡歷
2018年7月，商亦辰代表中國出戰在印尼雅加達舉行的亞洲青年羽毛球錦標賽，一路打进男双決賽，最终不敌队友邸子健/王昶组合，获得亚军。

## 主要比賽成績
只列出曾進入準決賽的國際賽事成績：
| 年份   | 賽事                     | 公開賽級別 | 項目     | 拍檔   | 成績 |
| ------ | ------------------------ | ---------- | -------- | ------ | ---- |
| 2017年 | 世界青年羽毛球錦標賽     | 其他       | 混合團體 | －     | 冠軍 |
| 2018年 | 亞洲青年羽毛球錦標賽     | 其他       | 混合團體 | －     | 冠軍 |
| 2018年 | 亞洲青年羽毛球錦標賽     | 其他       | 男子雙打 | 梁伟铿 | 亞軍 |
| 2018年 | 世界青年羽毛球錦標賽     | 其他       | 混合團體 | －     | 冠軍 |
| 2019年 | 馬來西亞羽毛球國際挑戰賽 | 國際挑戰賽 | 男子雙打 | 梁伟铿 | 亞軍 |
| 2024年 | 馬來西亞羽毛球國際系列賽 | 國際系列賽 | 混合雙打 | 林芳灵 | 冠軍 |
| 2024年 | 越南寧平羽毛球國際系列賽 | 國際系列賽 | 混合雙打 | 林芳灵 | 冠軍 |

| 2007-2017年 | 首要超級賽 | 超級賽 | 黃金大獎賽 | 大獎賽 | 國際挑戰賽 | 國際系列賽 | 未來系列賽 | 其他 |

| 2018-2026年 | 總決賽 | 超級1000賽 | 超級750賽 | 超級500賽 | 超級300賽 | 超級100賽 | 國際挑戰賽 | 國際系列賽 | 未來系列賽 | 其他 |